# Cayaponia coriacea
Cayaponia coriacea är en gurkväxtart som beskrevs av Célestin Alfred Cogniaux. Cayaponia coriacea ingår i släktet Cayaponia och familjen gurkväxter. Inga underarter finns listade i Catalogue of Life.